# 能仁湖
能仁湖（のうじんこ, Хвалисекое）は、樺太南部にある湖。

## 地理
- 樺太大泊郡富内村能仁に位置する海跡湖で、オホーツク海に面する。
- 東に遠幌湖、南に富内湖があった。